# Palmeiras do Tocantins
Palmeiras do Tocantins este un oraș în Tocantins (TO), Brazilia.